# 可変バルブ機構
可変バルブ機構（かへんバルブきこう）は、4サイクルレシプロエンジンにおいて、通常は固定されている吸排気バルブの開閉タイミング（バルブタイミング）やリフト量を可変とする機構である。バルブを全て閉じて、特定の気筒の働きを休止させるものも含まれる。

## 概要
4サイクルレシプロエンジンにおいて効率の良い吸排気を行うには、ピストンの移動速度（エンジンの回転速度）と吸排気の流速に合わせて、バルブの開閉動作を制御する必要がある。
通常、吸気行程ではピストンが下降を始める少し前に吸気バルブを開き始めるが、その際、最も効率の良い吸気流速を得るためのバルブタイミングは、ピストン速度に応じて変化する。さらに、ピストンによる吸気行程が終わり圧縮行程に入っても、吸気流速が十分に高い場合は吸気の重量により慣性力が働くため、吸気バルブを遅く閉じた方が充填効率が上がる領域も存在する。
排気行程についてもピストンが下降しきる少し前に排気バルブを開き始めるが、特に高回転域では燃焼圧力によってピストンが押し下げられている途中の段階で排気バルブを開き始めた方が、排気行程のピストン上昇や次行程の吸気を阻害せず効率が良くなる。また、排気行程が終わりピストンが降下し始めて吸気行程に移っても、排気の流速に応じて排気バルブを開いていた方が効率が良い領域もある。
従来は、上記のように回転数や負荷によって最適なバルブタイミングおよびリフト量が変化するのに対して、それらをある一定の負荷領域で最適となるように固定し、それ以外の領域での効率を犠牲とせざるを得なかった。それを、バルブタイミングおよびリフト量を可変とすることによって、負荷領域に応じて常にバルブ動作が最適となるように変化させて行くのが可変バルブタイミング機構である。
実際の機構には、カムの回転角に位相を与えるもの、形状の異なるカムを複数用意して切り替えるもの、これら2つを組み合わせたものなどが存在する。

## バリエーション

### 1カム・タイプ（カム形状固定型）

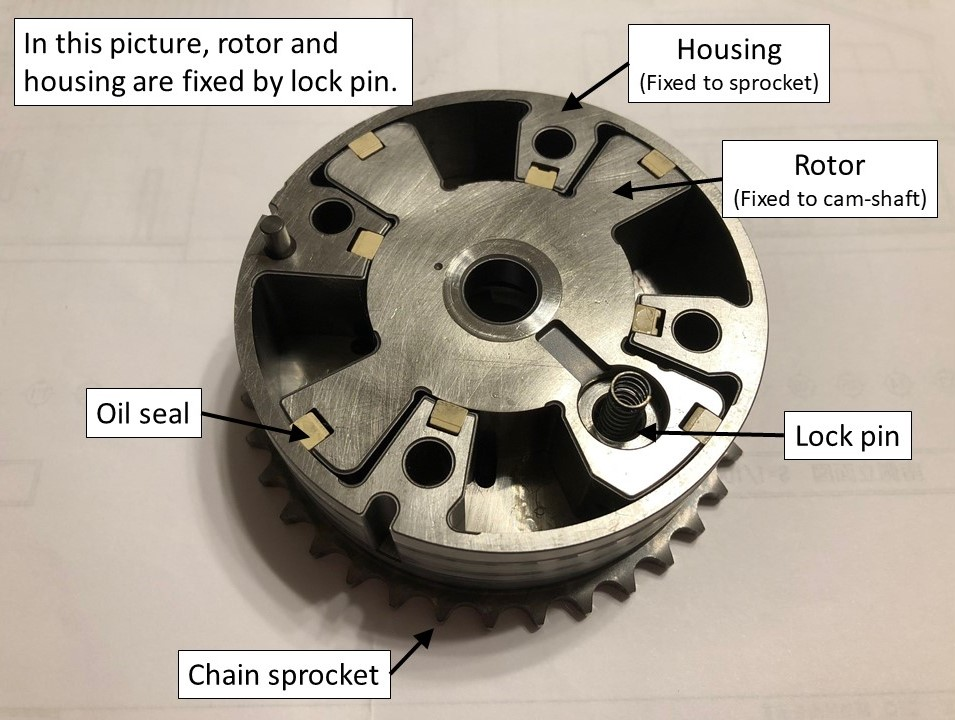
ベーン式油圧VVTの内部構造。ロックピン篏合によりハウジングとベーンが固定された状態。

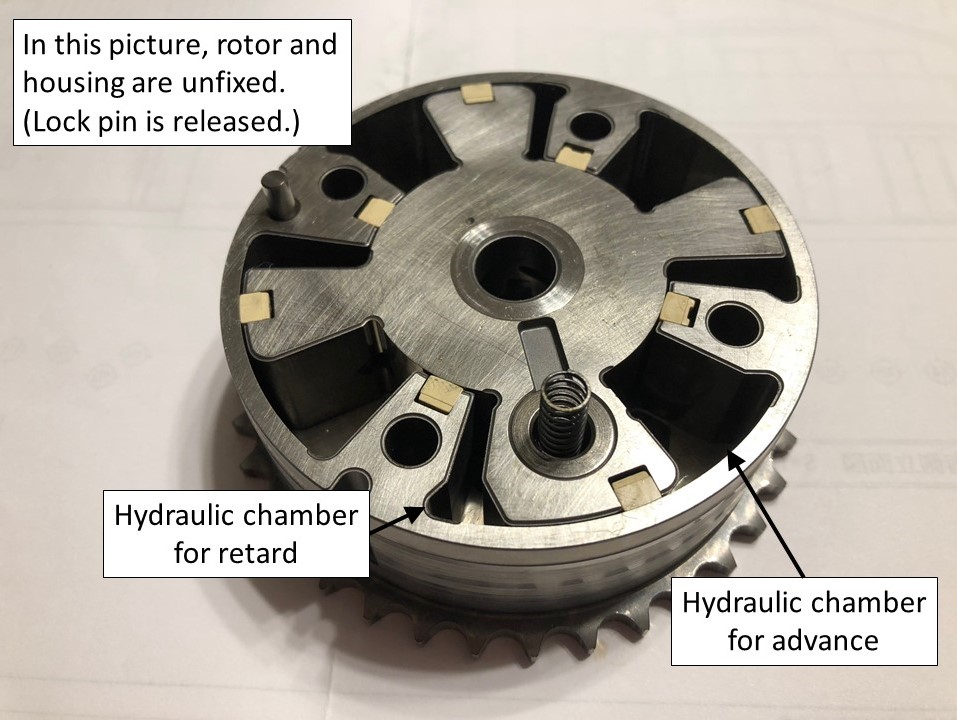
ロックピン解除され、位相変化が生じている状態。

#### 位相変化型（タイミング可変・リフト固定）
現在最も普及している可変バルブ機構。クランクシャフトに対してカムシャフトを進角・遅角させることで、バルブタイミングを変化させる。リフト量・作用角は変化しない。バルブオーバーラップの最適化に使用されるほか、現在ではバルブ遅閉じによるミラーサイクル実現のためにも利用される。一般的な機構として、カム駆動用のスプロケットに内蔵されたアクチュエータが用いられる。登場当初は駆動に油圧を用い、位相は2段階で切り替えられる程度であったが、1990年代に電子制御による連続位相可変式が登場した。初期の物は、位相はヘリカルスプラインによって生み出されていたが、コスト・耐久性・サイズの関係で一部の車両への採用に留まった。その後、シンプルかつ低コストなベーン式が開発された事で一気に普及した。現在の油圧式は基本的にこのベーン式となる。従来のベーン式は、位相の最遅角側をエンジンの冷間始動に最適なバルブタイミングに合わせる事が基本であった。これは、始動の瞬間は油圧不足によるベーンのばたつきが生じるためベーンをロックピンで固定しておく必要があり、最遅角での固定（ロックピンの篏合）が制御上容易だったためである。しかし後年、省燃費需要の高まりからバルブ遅閉じによるミラーサイクルが注目され、2012年にアイシン精機（現・アイシン）により、通常運転時に始動時よりも遅角寄りのバルブタイミングを実現する「中間ロックVVT」も実用化された。油圧式では作動範囲が油温等の運転条件に左右される短所をカバーするために、電動式も登場している。登場当初は高コストだった電動式も近年は低コスト化が進み、1.3Lクラスの小型エンジンにも採用が広がっている。吸気と排気のどちらかに採用する場合、吸気効率の改善を目的とし吸気側のみを可変とする事が多いが、内部EGR等による効果を重視し排気側のみを可変とした例もある。2000年代中盤からは日本車の中～大排気量エンジンを中心に排気側にも普及し、2010年代以降は軽自動車を含めた低コストな小型エンジンにも吸排気の双方に採用される例が増えている。
長所は、回転数や負荷に合わせて好ましいバルブタイミングにすることで、出力や燃費、排ガス清浄性の向上などが得られる。初期は段階的に切り替えるのみだったが、連続可変型が登場したことで、状況にあわせてより柔軟な対応が可能となった。カムシャフトの位相を変化させるだけなのでカムシャフトを除く動弁系の変更が不要で導入がしやすい。ロッカーアームが無い直押し式でも使える。
短所はカム作用角（バルブ開角度）やリフト量はあくまで一定なのでカムプロフィールを超えた性能は得られない。作用角は一定であるため位相変化は開弁時期と閉弁時期の両面に影響する。OHVやSOHCでは吸気、排気ともに変化してしまいオーバーラップが変わらないためDOHCに比べ得られるメリットが少なくなる。
- 採用例 - 数多くのメーカーが採用している。

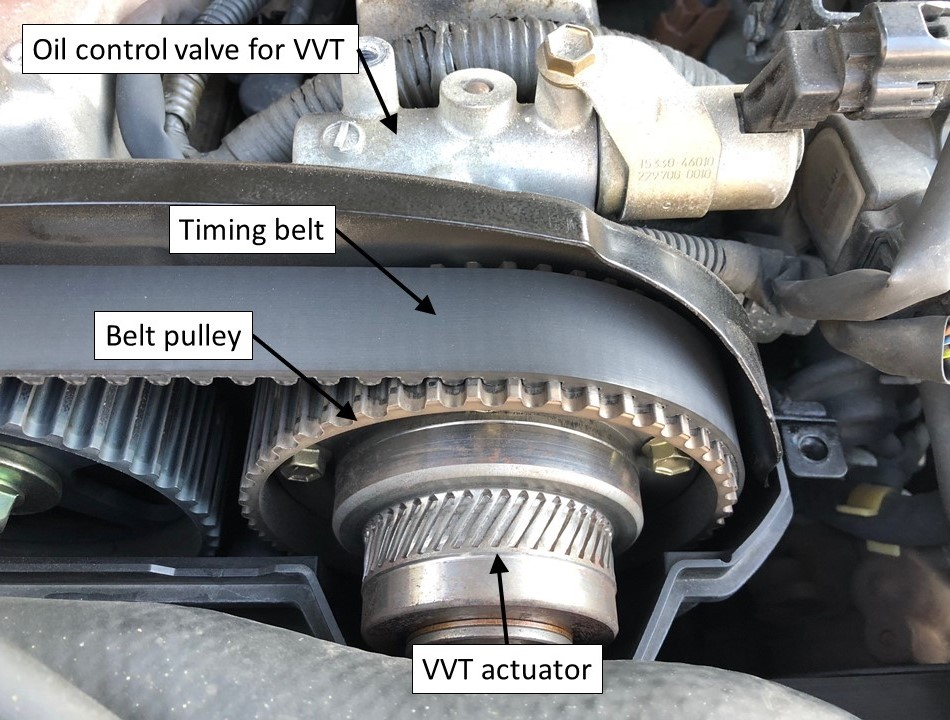
トヨタ・1JZ-GTEのヘリカルスプライン式油圧VVT
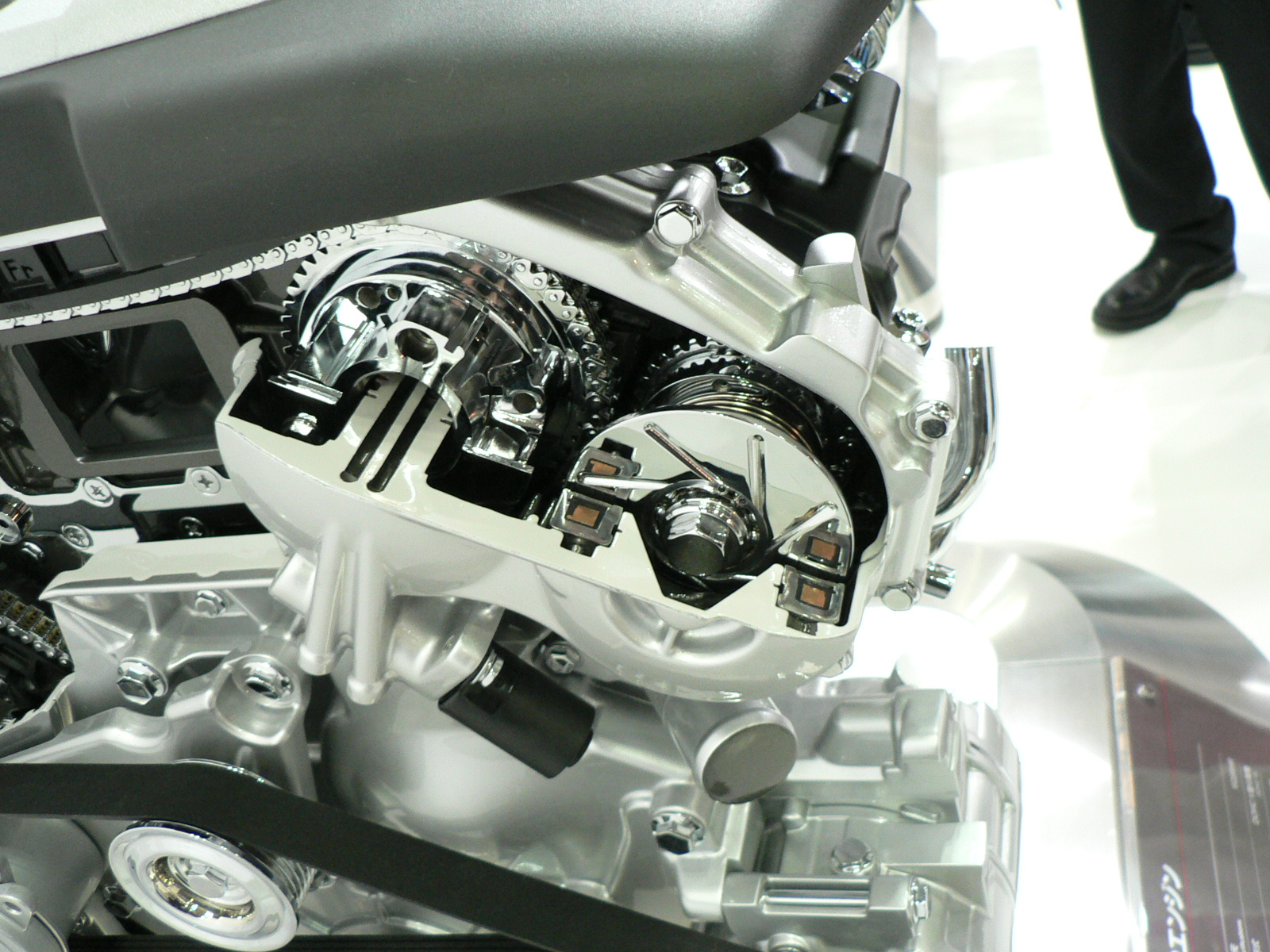
日産・VQエンジンの吸気側CVTC（油圧式）および排気側eVTC（電動式）

#### バルブ片閉じ型（タイミング固定・リフト可変（2バルブのうち片側のみ））
吸気2個、排気2個のマルチバルブエンジンにおいて、吸気側、排気側のそれぞれの片側を閉じるか、もしくはほとんど開かない状態とする。
長所は、低回転時に吸気流速を高め、充填効率を上げられること。シリンダー内にスワールを発生、燃焼を促進させる。短所は、バルブタイミングは変化しないので、効果も少ない。
- 採用例 - ホンダのREV、HYPER-VTEC、VTEC-E、i-VTECなど、主にホンダ車（いすゞ自動車にOEM供給されていた製品を含む）を中心に採用されている。

#### 気筒休止型（タイミング固定・リフト固定）
気筒停止に用いられる。カム切り替えによって吸排気バルブ（もしくは吸気バルブのみ）を閉じ、実質的に稼働するシリンダーの数を減らす。気筒停止時はエンジンの出力が落ちるため、相対的にスロットル開度が大きくなり、ポンピングロスが低減される。低速での巡航など、低負荷時の熱効率を高める目的で使用される。
長所は、排気量を変化させることができ、出力を抑えることで、必要とされる出力が小さい時には燃費的に有利である。短所は、停止中の振動や、停止時の出力変化などが問題とされる。
- 採用例 - キャデラックへの採用が初とされる。日本初は初代ランサーフィオーレなどに採用されたMDエンジン（G12B）である。

### 複数カム切り替えタイプ（カム形状可変型）

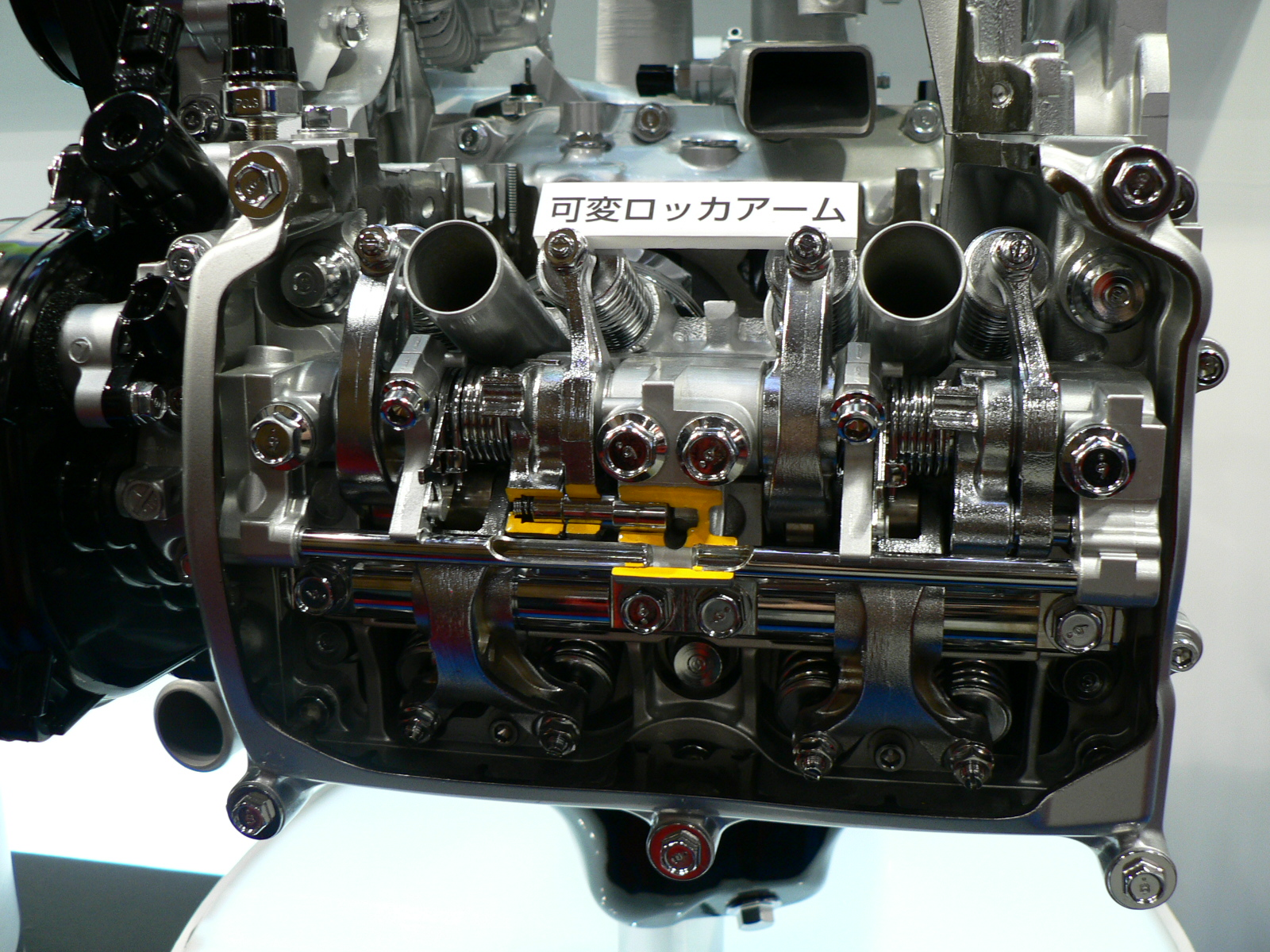
スバル・i-AVLS（カム切り替え型）

カム切り替え型（タイミング可変・リフト可変）
低回転、高回転で2種類のカムを使い分ける。
- 長所 - カムの開角度の違う2種類のカムを使い分けるので、高回転時などはより効果が大きい。
- 短所 - 切り替えポイント付近に出力の谷間ができてしまう。
- 採用例 - ホンダのVTEC（現在ではi-VTEC）、三菱のMIVEC、日産のNEO VVLなどに採用されている。

カム切り替え・位相変化型（タイミング可変・リフト可変）
位相変化型とカム切り替え型の複合タイプである。
- 長所 - カム切り替え式の短所である、切り替えポイントにおける出力変化を緩やかにできる。
- 短所 - 位相変化機構とカム切り替え機構を備えるため、他の方式に比べて複雑かつ高コストとなる。
- 採用例 - トヨタのVVTL-i、ホンダのi-VTEC、ポルシェのバリオカム・プラス、SUBARU（旧・富士重工業）のAVCS+ダイレクト可変バルブリフト機構、アウディのAVSなど。

カム切り替え・バルブ片閉じ型（タイミング可変・リフト可変）
低回転時に4バルブエンジンにおける片側のバルブを閉じ、高回転では両バルブを開き、さらに2種類のカムを使い分ける。
- 短所 - 出力に段差ができてしまう。
- 採用例 - ホンダの3ステージVTEC、三菱のシリウスDASH3×2に採用された。

カム切り替え・気筒休止型（タイミング可変・リフト可変）
低負荷時に気筒停止し、高回転ではカムを切り替える。
- 長所 - 気筒停止することにより燃費を改善させられるほか、ハイブリッドカーではエネルギー回生効率が上がる。さらにカムを切り替えることにより、高回転での出力特性にも優れる。
- 短所 - 2種類のカムを切り替えるだけなので、出力に段差が出る。
- 採用例 - 三菱のMIVEC-MD、ホンダの3ステージi-VTECなどに採用。

### 1カム・タイプ（レバー比・カム形状可変型）

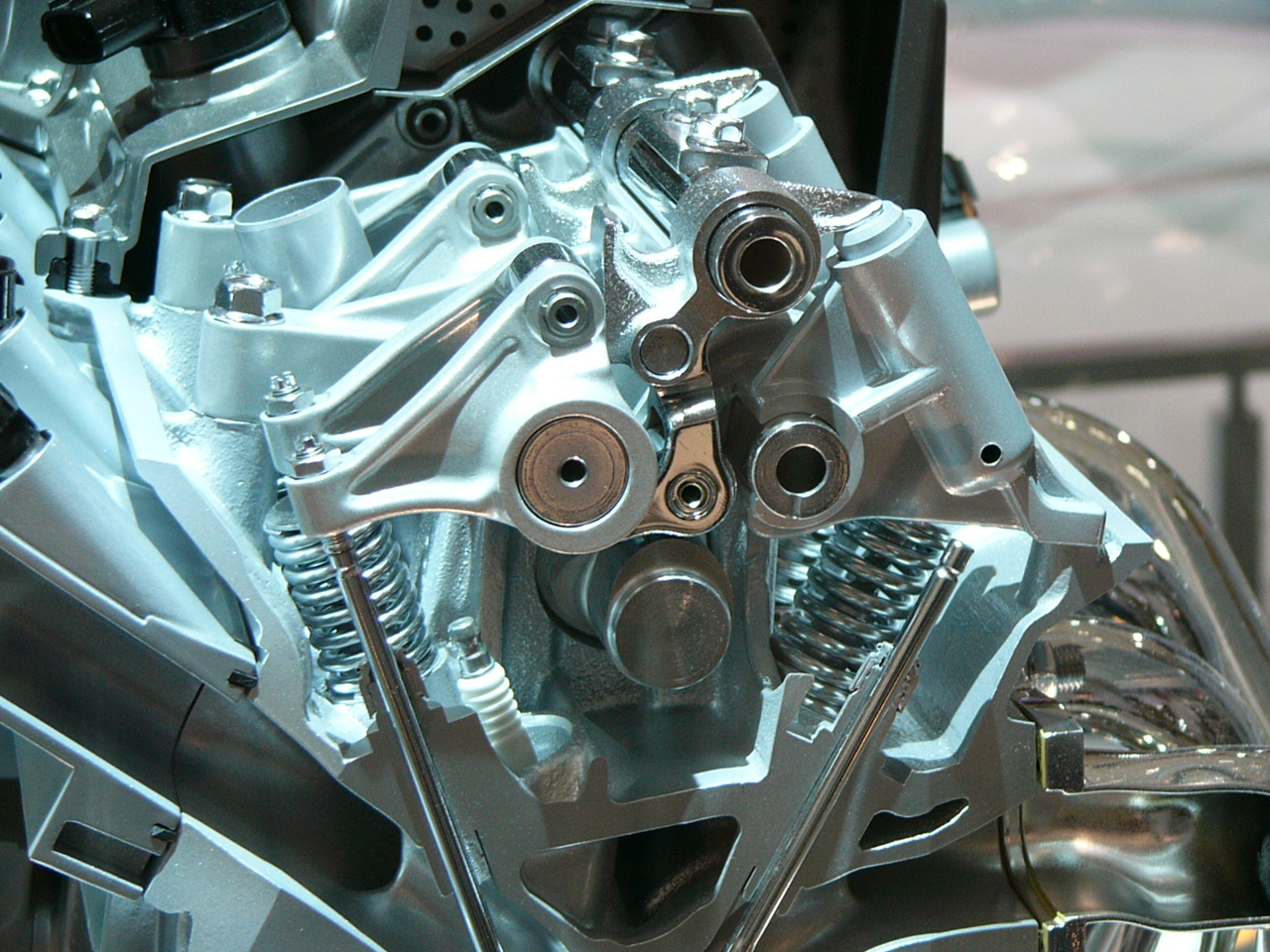
三菱・次世代MIVEC（カットモデル。後に4J1型エンジンにて製品化）

バルブリフト連続可変・位相可変型（タイミング可変・リフト可変）
ロッカーアームのレバー比を変化させることで、バルブリフト・作用角を連続的に変化させる。リフトを変えると自動的に位相（中心角）が変化するタイプ（三菱MIVEC）と、可変バルブリフト機構とは別に可変バルブタイミング機構を組み合わせることで最適なバルブタイミングを実現するタイプとがある。
- 長所 - スロットルバルブの代わりに吸気量制御を行うことで、ポンピングロスの低減に伴う燃費向上を実現できる。リフト量を小さくするとカム作用角（バルブ開角度）も小さくなる。可変バルブタイミング機構を持つものは、バルブリフトと共にバルブタイミングも自由に変化させることができる。
- 短所 - 構造が複雑で、動弁系の重量が大きくなる。BMWの直列6気筒のガソリン直噴ツインターボエンジンでは、インジェクタが邪魔になり採用されなかった。
- 採用例 - BMW・バルブトロニック、日産・VVEL、トヨタ・バルブマチック、三菱・新型MIVEC（2019年現在では日本市場、東南アジア市場および欧州市場向け専用となる4J1型エンジンに採用）

### カム+油圧+電子制御・操作
フィアット、アルファロメオは「マルチエア（Multiair）」、部品供給元のシェフラー・グループは「ユニエアー（UniAir）」と呼ぶ可変バルブ機構である。これは、カムから油圧を使って吸気バルブを開くようにした可変バルブタイミング機構である。カムで駆動する油圧ポンプと、バルブを押す油圧アクチュエーターの間に電磁式のリリーフバルブを設けることでバルブを開く圧力を調整し、バルブ作動を制御する。バルブを開く油圧が供給されていない時は、バルブはバルブスプリングによって閉じる構造になっている。マルチエア・ツインエアはSOHC形式をとっているためカムシャフトは油圧を発生しつつ、直接もしくはローラーフォロワーを介して排気バルブを駆動する形となる。ただしユニエアーの機構自体はDOHCでも利用可能である。
- 長所 - 油圧を発生させるカムは最大リフト形状にしておくが、エンジンの負荷状況に合わせ不要な油圧を逃がすことでバルブの開度を制御をする。このことにより、最大必要以上にバルブは開くことがないため、電子制御が不能になってもピストンとバルブがぶつかる危険がない。また、バルブを開くときに、一旦油圧を逃がすことで一行程中に2回バルブを開くことができる。それにより、吸気速度を上げ、燃焼効率を向上させることが可能。
- 短所 - 一般的なバルブシステムの場合、バルブが閉じるときにはバルブスプリングがカムを押すことで、エンジン回転を手助けすることになる。しかし、このシステムの場合、バルブスプリングはバルブを閉じるだけでカムに力は伝わらず、エンジン回転には寄与しない。

## 歴史
最初の可変バルブタイミング機構（Variable Valve Timing、略称：VVT）の実験はGMによって行われた。排気ガスを減少させるために吸気バルブによってスロットル制御を行うことが目的で、これは低負荷時にバルブリフトを減少させて吸気速度を高く保ち、それによる混合気の細分化を狙っていた。しかし低バルブリフトにおける制御には課題も多く、最終的にGMはプロジェクトを放棄した。
最初の実用的なバルブリフトを変化させる可変バルブタイミング機構はフィアットによって開発された。Giovanni Torazzaにより1970年代に開発されたシステムは、カムフォロワーの支点を油圧で変えるものだった。油圧はエンジンの回転数と吸気圧によって変えられた。
- アルファロメオが位相可変型の可変バルブ機構を採用。
- 1982年、三菱がカム切り替えによる気筒休止エンジンを採用。
- 1984年、三菱がカム切り替えによるシリウスDASH3×2を採用。
- 1986年、日産が段階的位相可変型のNVCSを採用。
- 1989年、ホンダがカム切り替えによるVTECをインテグラに採用[2]。
- 1995年、トヨタが連続位相可変型のVVT-iを採用。
- 1999年、トヨタが連続位相可変型とカム切り替えを組み合わせたVVTL-iを採用。
- 2001年、BMWが連続リフト量可変型のバルブトロニックを採用。

## 各社の種類別名称

### 位相型
- VVT、VVT-i、VVT-iE - トヨタ自動車における名称。
- NVCS、CVTC、eVTC - 日産自動車における名称。
- VVT、SR-VVT - スズキにおける名称。前者は主に自動車用に使用される。後者は同社の二輪車用に使用される。[3][4]。
- DVVT - ダイハツ工業における名称。構造はVVT-iと同じ。
- S-VT - マツダにおける名称。Sequential Valve Timingの略。
- VANOS（バノス） - BMWにおける名称。
- バリオカム - ポルシェにおける名称。
- AVCS - SUBARU（旧・富士重工業）における名称。Active Valve Control Systemの略。
- VTC - 日立製作所（旧・ユニシア、日立により吸収）における名称。ホンダ、日産に採用される。
- i-VTEC - 本田技研工業における名称。切替型VTECと位相型を併用。
- MIVEC - 三菱自動車工業における総称。位相型も含まれる。

### 切替型
- VTEC、VTEC-E - 本田技研工業（いすゞ自動車にOEM供給されていた製品[5]を含む）における名称。各種のバリエーションが存在する。
- MIVEC - 三菱自動車工業における総称。各種のバリエーションが存在するが、記号などでの分類表記はされていない。
- NEO VVL - 日産自動車における名称。
- VVTL-i - トヨタ自動車における名称。
- Audi valvelift system（AVS）- アウディのカム切替可変リフト機構
- バリオカム・プラス - ポルシェにおける名称。バリオカムに可変リフトを追加したもの。
- i-AVLS - SUBARU（旧・富士重工業）における名称。i Active Valve Lift Systemの略。
- VC[6] - スズキにおける名称。オートバイに使用される。

### ノンスロットル型
- バルブトロニック - BMWにおける名称。VANOSと同時に使用される。
- VALVEMATIC - トヨタ自動車における名称。
- VVEL - 日産自動車における名称。
- VEL - 日立オートモティブでの名称
- マルチエアー（英語版） - フィアットにおける名称